# Puente la Reina de Jaca
Puente la Reina de Jaca (en aragonès Puent d'a Reina de Chaca) és un municipi aragonès situat a la província d'Osca i enquadrat a la comarca de la Jacetània.
El seu terme municipal inclou els nuclis de Santa Engracia de Jaca i Javierregay.
La temperatura mitjana anual és de 11° i la precipitació anual, 780 mm.

## Demografia
| 1981 | 1991 | 2001 |
| ---- | ---- | ---- |
| 320  | 295  | 262  |